# Chișineu-Criș
Chișineu-Criș (in ungherese Kisjenő) è una città della Romania di 8 318 abitanti, ubicata nel distretto di Arad, nella regione storica della Transilvania.
È situato nella parte nord-occidentale del distretto e dista 43 km da Arad e 72 km da Oradea. Confina ad ovest con Socodor, a sud con Șimand, a nord con Zerind e ad est con Zărand

## Società

### Evoluzione demografica
Al censimento del 2002 la popolazione risulta così suddivisa dal punto di vista etnico:
- romeni 72%
- ungheresi 24,0%
- rrom 3,1%
- tedeschi 0,4%
- slovacchi 0,3%
- altri 0,2%